# 斯特拉斯堡新城
斯特拉斯堡新城（Neustadt）又称为德国区（quartier allemand）或德国扩展区（extension allemande），是斯特拉斯堡中心的一个区，位于大岛（老城区）以东。

## 历史
1871年，阿尔萨斯-洛林并入德国以后，作为其首府，市政府和德国当局制定了扩建规划。这个地区经常被视为世界上最大的日耳曼建筑保存区，因为第二次世界大战，摧毁了德国95％的主要城市的市中心，而斯特拉斯堡被认为是法国城市，而幸免于轰炸。
2017年，新城中心地区做为原“斯特拉斯堡－大岛”的扩展项目被纳入世界遗产。 

## 建筑
斯特拉斯堡新城的大量建筑已被列为法国历史遗迹：
- 莱茵宫（法語：Palais du Rhin）
- 斯特拉斯堡大学宫（Palais universitaire）（含斯特拉斯堡天文台、斯特拉斯堡动物学博物馆、斯特拉斯堡大学植物园）
- 斯特拉斯堡国家和大学图书馆（法語：Bibliothèque nationale et universitaire）
- 斯特拉斯堡国家剧院（Théâtre national de Strasbourg，TNS）
- 斯特拉斯堡司法宫（Palais de Justice）
- 节日宫（Palais des Fêtes）
- 圣保罗堂（法语：Église réformée Saint-Paul）
- 斯特拉斯堡城站（法語：Gare de Strasbourg）
- 布里永府邸（Hôtel Brion）
- 舒岑贝格别墅（Villa Schutzenberger）
- 德卡斯泰尔诺将军路22号（22, Rue du Général de Castelnau）
- 罗伯特索林荫道56号（56, Allée de la Robertsau）

尚未列为法国历史古迹的有新圣伯多禄天主教堂（Église Saint-Pierre-le-Jeune catholique）等。
1. ↑  . UNESCO.   [16 July 2017]. （原始内容存档于2017-07-11）.